# Elezioni comunali in Basilicata del 2022
Le elezioni comunali in Basilicata del 2022 si sono tenute il 12 e 13 giugno (con ballottaggio il 26 e 27 giugno).

## Riepilogo sindaci eletti
| Provincia | Comune   | Sindaco uscente | Sindaco uscente    | Sindaco eletto | Sindaco eletto       | Primo turno | Primo turno | Secondo turno | Secondo turno | Seggi   |
| Provincia | Comune   | Sindaco uscente | Sindaco uscente    | Sindaco eletto | Sindaco eletto       | Voti        | %           | Voti          | %             | Seggi   |
| --------- | -------- | --------------- | ------------------ | -------------- | -------------------- | ----------- | ----------- | ------------- | ------------- | ------- |
| Matera    | Policoro |                 | Enrico Mascia (PD) |                | Enrico Bianco (Ind.) | 4.721       | 48,44       | 5.173         | 61,47         | 10 / 16 |

## Matera

### Policoro
| Candidati                     | Candidati                | II turno             | II turno         | I turno | I turno | Liste          | Voti  | %     | Seggi |
| Candidati                     | Candidati                | Voti                 | %                | Voti    | %       | Liste          | Voti  | %     | Seggi |
| ----------------------------- | ------------------------ | -------------------- | ---------------- | ------- | ------- | -------------- | ----- | ----- | ----- |
|                               | Enrico Bianco ✔️ Sindaco | 5 173                | 61,47            | 4 721   | 48,44   | Impegno Comune | 1 366 | 14,61 | 3     |
| Avanti Policoro               | Enrico Bianco ✔️ Sindaco | 5 173                | 61,47            | 4 721   | 48,44   | 1 311          | 14,02 | 3     |       |
| Alleanza per Policoro         | Enrico Bianco ✔️ Sindaco | 5 173                | 61,47            | 4 721   | 48,44   | 910            | 9,73  | 2     |       |
| Per Policoro                  | Enrico Bianco ✔️ Sindaco | 5 173                | 61,47            | 4 721   | 48,44   | 856            | 9,15  | 2     |       |
|                               | Nicolino Lopatriello     | 3 242                | 38,53            | 3 659   | 37,54   | Forza Policoro | 1 160 | 12,40 | 1     |
| Policoro nel Cuore            | Nicolino Lopatriello     | 3 242                | 38,53            | 3 659   | 37,54   | 1 029          | 11,00 | 1     |       |
| Policoro Futura               | Nicolino Lopatriello     | 3 242                | 38,53            | 3 659   | 37,54   | 721            | 7,71  | 1     |       |
| Progresso Civico 2.0          | Nicolino Lopatriello     | 3 242                | 38,53            | 3 659   | 37,54   | 628            | 6,72  | 1     |       |
| Alternativa per Policoro      | Nicolino Lopatriello     | 3 242                | 38,53            | 3 659   | 37,54   | 363            | 3,88  | –     |       |
| Seggio di coalizione          | Seggio di coalizione     | Seggio di coalizione | 38,53            | 3 659   | 37,54   | 1              |       |       |       |
|                               | Gianluca Marrese         | Gianluca Marrese     | Gianluca Marrese | 1 366   | 14,02   | Futuro Comune  | 1 008 | 10,78 | –     |
| Seggio di coalizione          | Seggio di coalizione     | Seggio di coalizione | Gianluca Marrese | 1 366   | 14,02   | 1              |       |       |       |
| Totale                        | Totale                   | 8 415                | 100              | 9 746   | 100     |                | 9 352 | 100   | 16    |
|                               |                          |                      |                  |         |         |                |       |       |       |
| Fonte: Ministero dell'interno |                          |                      |                  |         |         |                |       |       |       |